# Pelengfächerschwanz
Der Pelengfächerschwanz (Rhipidura habibiei) ist eine Singvogelart aus der Gattung der Fächerschwänze. Er ist auf der Insel Peleng im Banggai-Archipel vor Ostsulawesi endemisch. Das Artepitheton ehrt Bacharuddin Jusuf Habibie (1936–2019), einen indonesischen Wissenschaftler, Politiker und Umweltschützer, der von 1978 bis 1998 Staatsminister für Forschung und Technologie sowie von 1998 bis 1999 der dritte Staatspräsident von Indonesien war.

## Entdeckungsgeschichte
Die neue Art ist den Bewohnern der Insel Peleng zweifellos seit langem bekannt. Mochamad Indrawan war vermutlich der erste Ornithologe von außerhalb, der diesen neuen Vogel sah, als er bei seiner Arbeit auf Peleng Mitte der 2000er Jahre auf ein totes Individuum stieß und die Art bei mehreren undatierten Gelegenheiten in freier Wildbahn wiedersah. Während einer Exkursion zwischen dem 23. und 30. März 2009 beobachteten Frank E. Rheindt und Philippe Verbelen die Art häufig in der Nähe der Terra typica, wohin sie vom 18. bis 23. Dezember 2013 zurückkehrten, um den Holotypus zu sammeln, auf dessen Basis im Jahr 2020 die Erstbeschreibung erfolgte.

## Merkmale
Die Maß- und Merkmalsangaben beziehen sich das Typusexemplar, ein adultes Weibchen, das sich im Museum Zoologicum Bogoriense in Cibinong, Jawa Barat, befindet. Die Körperlänge beträgt 15,8 cm und das Gewicht 10 g. Die  Flügellänge beträgt 65 mm, die Flügelspannweite 220 mm, die Schwanzlänge 80 mm, die Schnabellänge 13 mm und die Tarsenlänge 20 mm.
Der Scheitel, der Nacken, die Ohrdecken und die Halsseiten sind braun. Die Stirn und der Bereich über den Augen sind ausgeprägt zimtkastanienfarben. Die Schnabelborsten sind schwarz. Die Färbung des Nackens geht langsam in ein lebhafteres, zimtfarbenes Rot über, das sich über den Mantel, die Schulterblätter und den Bürzel bis zu den basalen 60 % des Schwanzes erstreckt. Die äußeren Schwungfedern sind meist dunkelbraun und werden zu den inneren Schwungfedern hin heller und olivbrauner.
Alle Schwungfedern haben einen schmalen, aber intensiven rötlichen Außenrand, der mit der Färbung des Bürzels und des Unterrückens verschmilzt. Die Flügeldecken sind fast genauso gefärbt wie die inneren Schwungfedern, wobei die Intensität und Breite der hellen rötlichen Federspitzen in Richtung der mittleren und unteren Flügeldecken zunimmt. Die distalen 40 % des Schwanzes sind dunkel grauschwarz, mit helleren rötlichen Spitzen nur auf der Unterseite. Kinn und Kehle bilden ein weißes Dreieck, das unten von einem auffälligen großen schwarzen Brustfleck begrenzt wird. Ein undeutliches, graues Band mit schwarzer Schuppenzeichnung, das durch schwarze Federn mit schmalen grauen Rändern geformt wird, begrenzt den schwarzen Brustfleck an seiner Unterseite. Der Bauch zeigt eine helle gelblichbraune Färbung, die an den Flanken und den Unterschwanzdecken in einen satteren, volleren Farbton übergeht.
Der Schnabel ist schwarz mit einer rosafarbenen Basis am Unterkiefer. Die Iris ist dunkelbraun, die Beine und Füße sind rosa hornfarben.

## Lautäußerungen
Der Gesang ist eine langsame, gezielte Folge von 4 bis 6 gleichmäßigen, metallischen Tönen, die z. B. als tchew tchee tchew beschrieben werden, wobei der erste in der Tonhöhe ansteigt, danach abfällt und zum Ende hin oft langsamer wird. Das Intervall dauert 2,4 bis 3,1 Sekunden. Der Hauptruf ist ein stimmhaftes, hartes Fiepen.

## Lebensraum
Die Art ist überwiegend in submontanen und montanen Wäldern oberhalb von ca. 750 m anzutreffen, wird in höheren Lagen allmählich seltener und fehlt unterhalb des höchsten Gipfels von Peleng in 1022 m Höhe.

## Lebensweise
Der Pelengfächerschwanz ist eine ortsansässige Art. Über sein Nahrungs- und Fortpflanzungsverhalten ist nichts bekannt.

## Status
Diese Art wurde noch nicht in die Rote Liste gefährdeter Arten der IUCN aufgenommen. Sie ist auf die Banggai and Sula Islands Endemic Bird Area beschränkt. Bei der Erstbeschreibung stellten Rheindt und seine Kollegen fest, dass sich nur ca. 25.000 ha Land auf Peleng oberhalb der Mindesthöhe befindet, wo diese Art vorkommt. Davon sind ca. 10.000 ha abgeholzt (oder degradiert), so dass nur noch 15.000 ha ungestörter Primär- oder älterer Sekundärwald vorhanden sind, wo der Pelengfächerschwanz überleben kann. Die Autoren fügten hinzu, dass es sich hierbei möglicherweise um eine zu hohe Schätzung der verfügbaren Waldfläche handelt, wobei die zunehmende Abholzung in den letzten Jahren durch die Tourismusdevisen gefördert wurde.